# Руководители Кировской области
С момента основания Кировской области руководителем области являлся председатель областного исполнительного комитета. После распада СССР область возглавлял сначала глава администрации области, а с 1996 года — губернатор области.

## Председатель облисполкома
Председатели Кировского областного (декабрь 1934 — декабрь 1936 — краевого) исполнительного комитета:
- Бобков Александр Алексеевич (декабрь 1934 — февраль 1937)
- Легконравов Павел Константинович (февраль — август 1937)
- Пасынков Степан Георгиевич (октябрь 1937 — сентябрь 1938)
- Иволгин Иван Леонтьевич (январь 1939 — февраль 1943)
- Кокурин Петр Петрович (февраль 1943 — февраль 1945)
- Быков Иван Тимофеевич (февраль 1945 — март 1947)
- Светлаков Николай Иванович (март 1947 — март 1952)
- Буеверов Алексей Матвеевич (март — сентябрь 1952)
- Сафронов Иван Петрович (сентябрь 1952 — март 1958)
- Кальченко Степан Власович (апрель 1958 — март 1959)
- Объедков Иван Фаддеевич (июль 1959 — февраль 1964; в декабре 1962 — феврале 1964 — председатель Кировского сельского облисполкома)
- Шаталин Григорий Иванович (декабрь 1962 — декабрь 1964, председатель Кировского промышленного облисполкома)
- Некрасов Евгений Николаевич (февраль — декабрь 1964, председатель Кировского сельского облисполкома)
- Паузин Николай Иванович (декабрь 1964 — июль 1986)
- Осминин Станислав Александрович (июль 1986 — июнь 1987)
- Десятников Василий Алексеевич (июнь 1987 — декабрь 1991)

## Глава администрации
Глава администрации Кировской области:
- Десятников Василий Алексеевич (декабрь 1991 — 20 октября 1996)
- Валерий Петрович Саблин (и. о. 20 октября — 1 ноября 1996)

## Губернатор
Губернаторы Кировской области:
- Сергеенков Владимир Нилович (1 ноября 1996 — январь 2004)
- Шаклеин Николай Иванович (январь 2004 — январь 2009)
- Белых Никита Юрьевич (январь 2009 — июль 2016)
- Васильев, Игорь Владимирович (июль 2016 — май 2022)
- Соколов, Александр Валентинович (май 2022—н. в.)